# 유황점
유황점(硫黃店)은 조선 후기에 황을 캐던 광산을 말한다. 임진왜란 이후 북벌 정책과 더불어 화약의 소비가 급격히 늘면서 조선 정부에서 유황 광산의 개발을 장려하게 되었고, 광산을 발견한 사람에게 감관의 직책을 주어 관리하게 하였다. 오군영, 비변사, 지방의 병영과 수영 등에 속하였고 병사들이 채굴에 동원되었다.